# Leonhard Johann Bertholdt

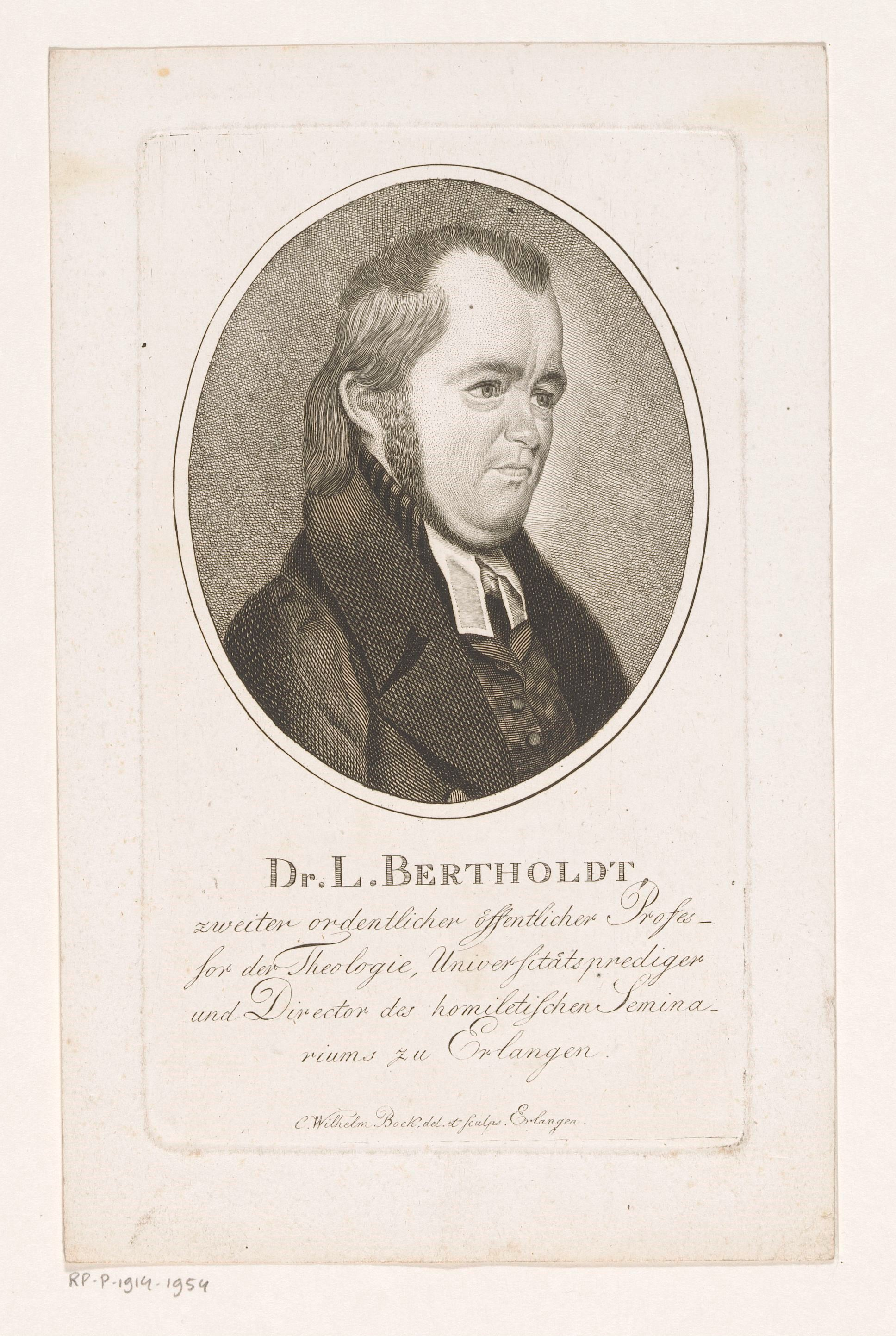
Leonhard Johann Bertholdt (Porträt durch Christoph Wilhelm Bock)

Leonhard Johann Bertholdt (* 8. Mai 1774 in Emskirchen; † 31. März 1822 in Erlangen) war ein deutscher evangelischer Theologe und Hochschullehrer.

## Leben
Leonhard Johann Bertholdt war der Sohn von Georg Leonhard Bertholdt, Metzer, Amtsbürgermeister und Ausschusskompaniehauptmann in Emskirchen.
Er besuchte anfangs die Schule in Emskirchen und kam 1786 an die Königlich Preußische Fürsten-Schule in Neustadt an der Aisch. Vom Sommersemester 1792 bis zum Wintersemester 1795/1796 studierte er, unter der Leitung von August Friedrich Pfeiffer, an der Universität Erlangen Philosophie, Philologie und Theologie, mit dem Schwerpunkt von orientalischen, historischen und theologisch-philosophischen Studien. Am 16. Dezember 1795 promovierte er zum Dr. phil.
Von 1796 bis 1800 betrieb er Privatstudien in Emskirchen und predigte gelegentlich nach dem Examen zum Prediger.
Nach seiner Habilitation für Philosophie am 20. Januar 1802 an der Universität Erlangen war er Privatdozent. Am 8. September 1803 wurde er Adjunkt der Philosophischen Fakultät und am 20. März 1805 erfolgte seiner Ernennung zum außerordentlichen Professor.
Ab dem 23. Februar 1807 übernahm er die interimistische Vertretung der zweiten Universitätspredigerstelle, bevor er am 10. August 1808 zum Universitätsprediger ernannt wurde; er übernahm auch die Leitung des homiletischen Seminars.
Am 22. Oktober 1808 wurde er ordentlicher Professor der Theologie, und, nachdem er am 18. April 1809 zum Professor der Theologie mit seiner Schrift Christologia Judaeorum Jesu apostolorumque aetate in compendium redacta observationisbusque illustrata habilitierte, erhielt er den Lehrstuhl des dritten Professors für Altes Testament mit Sitz und Stimme in Senat und Fakultät.
Gemeinsam mit Christoph Ammon gab er das Kritische Journal der neuesten theologischen Litteratur heraus, das er redaktionell ab 1814 allein übernahm und von dem es insgesamt 14 Bände gab.
Zwei Rufe an die Universität Heidelberg und die Universität Greifswald lehnte er 1815 ab und wurde 1816 zum zweiten Professor befördert.
1822 wurde er Kreiskonsistorialrat und Mitglied der Verwaltungsausschusses. Sowohl 1816/1817 und 1821/1822 war er Prorektor.
Leonhard Johann Berthold heiratete am 22. Februar 1818 in Altdorf bei Nürnberg Katharina Sabine (28. April 1784 in Altdorf bei Nürnberg; † 27. März 1862 in Erlangen), Tochter des Altdorfer Bürgermeisters Johann Friedrich Bauder (1745–1813). Gemeinsam hatten sie ein Kind.

## Schriften (Auswahl)
- Daniel: aus dem Hebräisch-Aramäischen neu übersetzt und erklärt. Erlangen Palm 1806.
- Das Gedächtniß der Gerechten bleibt im Segen: Gedächtnißpredigt auf den weiland hochwohlgebornen und hochgelehrten Herrn Johann Burkhard Geiger Doctor der Rechte am 20. Trin. Sonntage 1809 in der akademischen Pfarrkirche gehalten. Erlangen: Palm, 1809.
- Gedächtnißpredigt auf Herrn Johann Christoph Esper ordentlichen öffentlichen Professor der Naturgeschichte am 12ten Trinitatis-Sonntage 1810 in der akademischen Kirche zu Erlangen gehalten. Erlangen: Palm, 1810.
- Sammlung von Casualreden. Erlangen 1811.
- Leonhard Bertholdt; Christoph Friedrich von Ammon; Paul Joachim Siegmund Vogel; Johann Jacob Palm: Christologia Judaeorum Jesu Apostolorumque aetate in compendium redacta observationibusque illustrata a D. Leonhard Bertholdt theologiae professore publico ordinario in literarum universitate regio-bavarica Erlangensi et templi academici antistite. Erlangae: Sumtibus Jo. Jac. Palm. 1811.
- Die höchsten Auszeichnungen eines preiswürdigen Lebens: Gedächtnißpredigt auf Herrn Johann Christian Daniel von Schreber ordentlichen öffentl. Professor der Medicin und Botanik an der hiesigen Universität den 20. Januar 1811 in der akademischen Pfarrkirche zu Erlangen gehalten. Erlangen: Palm, 1811.
- Historischkritische Einleitung in sämmtlische und kanonische und apokryphische Schriften des alten und neuen Testaments. Erlangen: J. J. Palm 1812–1819.
- Karl Heinrich Rau; Leonhard Bertholdt; Johann Georg Meusel: Dem Andenken Johann Georg Meusels gewidmet von der Universität Erlangen. Erlangen: Kunstmann, 1820.
- Leonhard Bertholdt; Johann Jakob Palm; Népkönyvtári Központ; Zalavári Apátság Könyvtára: Theologische Wissenschaftskunde oder Einleitung in die theologischen Wissenschaften. Erlangen bei J. J. Palm und Ernst Enke 1821.
- Handbuch der Dogmengeschichte. Erlangen 1822.
- Opuscala academica. Herausgegeben von Christian Gottlob Biener. Erlangen 1824.